# 桑唐 (汝拉省)
桑唐（法語：Santans，法語發音：[sɑ̃tɑ̃]）是法国汝拉省的一个市镇，属于多勒区。

## 地理
桑唐（47°1'22"N, 5°39'41"E）面积16.52 平方千米，位于法国勃艮第-弗朗什-孔泰大區汝拉省，该省份为法国东部内陆省份，北起上索恩省，西北接科多尔省，西临索恩-卢瓦尔省，南至安省，东与杜省和瑞士接壤。
与桑唐接壤的市镇（或旧市镇、城区）包括：乌尔、尚布莱、热尔米涅、蒙巴雷、乌南、拉维埃耶卢瓦。

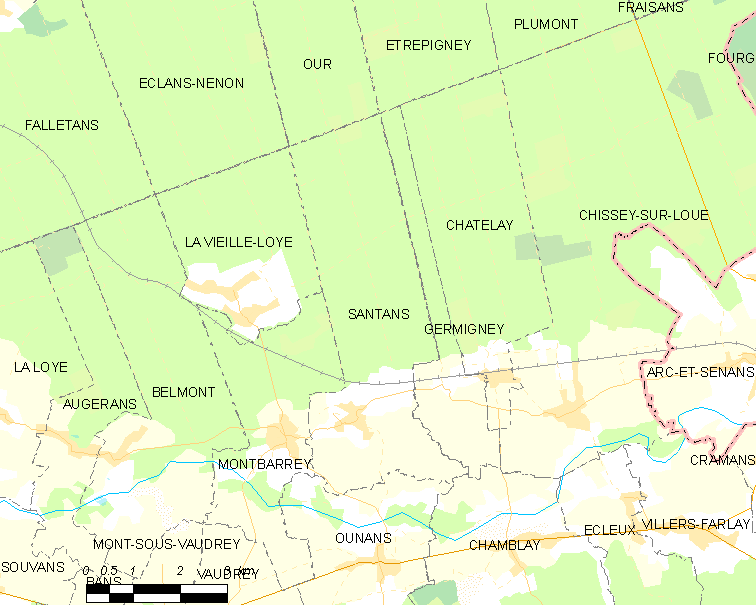
的OSM定位图

桑唐的时区为UTC+01:00、UTC+02:00（夏令时）。

## 行政
桑唐的邮政编码为39380，INSEE市镇编码为39502。

## 政治
桑唐所属的省级选区为蒙苏沃德雷县。

## 人口

1962-2008年间人口变化图示

桑唐于2022年1月1日时的人口数量为275人。